# Oswald Garrison Villard, Jr.
Oswald Garrison „Mike“ Villard, Jr. (* 17. September 1916 in Dobbs Ferry, New York; † 7. Januar 2004 in Palo Alto, Kalifornien) war ein US-amerikanischer Geophysiker und Elektroingenieur an der Stanford University und am Stanford Research Institute (SRI). Darüber hinaus war er Funkamateur mit dem Rufzeichen W6QYT und gilt als einer der Pioniere des modernen Amateurfunks, insbesondere der Einseitenbandmodulationstechnik (SSB) sowie des Verfahrens  des Meteorscatters.
Ferner war er einer der Erfinder des Überhorizontradars und entwickelte weitere militärische Anwendungen wie Jammer (siehe strategische Störsender), Methoden zur Blockade gegnerischen Zielradars oder Sonars sowie die auch militärisch genutzte SSB. In den 1980er-Jahren entwickelte er eine Antenne zum Empfang von Radioprogrammen trotz vorhandener Störsender.

## Leben
Villards Vater war Oswald Garrison Villard, Sr. (1872–1949), ein Zeitungsverleger und politischer Aktivist. Dessen Vater war Henry Villard (1835–1900), ein deutschstämmiger Eisenbahnmagnat. Dessen Schwiegervater war William Lloyd Garrison (1805–1879), ein Abolitionist.
Villard erwarb 1938 an der Yale University einen Bachelor in Englisch (das heißt Englischsprachige Literatur) und ging anschließend an die Stanford University. Während des Zweiten Weltkriegs arbeitete er am Radio Research Laboratory der Harvard University. 1943 erhielt er einen Abschluss in Ingenieurwissenschaften. 1948 erwarb er bei Frederick E. Terman an der Stanford University mit der Arbeit A new technique for studying meteors and the upper atmosphere einen Ph.D. in Elektrotechnik. 1955 wurde er ordentlicher Professor, 1960 Leiter des Radio Science Laboratory am Stanford Radio Research Lab. 1969 wechselte er an das Stanford Research Institute, wo seine militärisch bedeutsame Forschung besser unter Verschluss gehalten werden konnte.
Villard ging 1987 in den Ruhestand, veröffentlichte aber noch bis 1995. Seine Arbeiten werden (Stand 2020) noch zitiert.
Zu seinen Schülern gehörten Allen Montgomery Peterson und Mac Van Valkenburg. Villard war seit 1946 mit Barbara Letts († 1996) verheiratet. Er starb im Alter von 87 Jahren an den Folgen einer Lungenentzündung und hinterließ drei Kinder.

## Auszeichnungen (Auswahl)
- 1957 IEEE Morris N. Liebmann Memorial Award: For his contributions in the field of meteor astronomy and ionosphere physics which led to the solution of outstanding problems in radio propagation.[4]
- 1958 Mitglied der National Academy of Sciences[5]
- 1960 Fellow der American Association for the Advancement of Science
- 1966 Mitglied der National Academy of Engineering[6]
- 1982 Mitglied der American Academy of Arts and Sciences[7]
- 1984 IEEE Centennial Medal
- Secretary of Defense Medal for Outstanding Public Service